# 水澤競馬場
水澤競馬場（日语：水沢競馬場）是位於日本岩手縣奧州市的競馬場。此競馬場由岩手縣競馬組合管理，可容納5,000名觀衆。

## 歷史
1901年，於岩手縣奧州市水澤公園附近建立競馬場，為此地區賽馬之開端。
1965年4月1日，競馬場搬遷至現在地，同時岩手縣競馬組合成立，負責管理賽馬業務。
2023年，為對應開展的黃昏賽事，場內設置新照明系統。

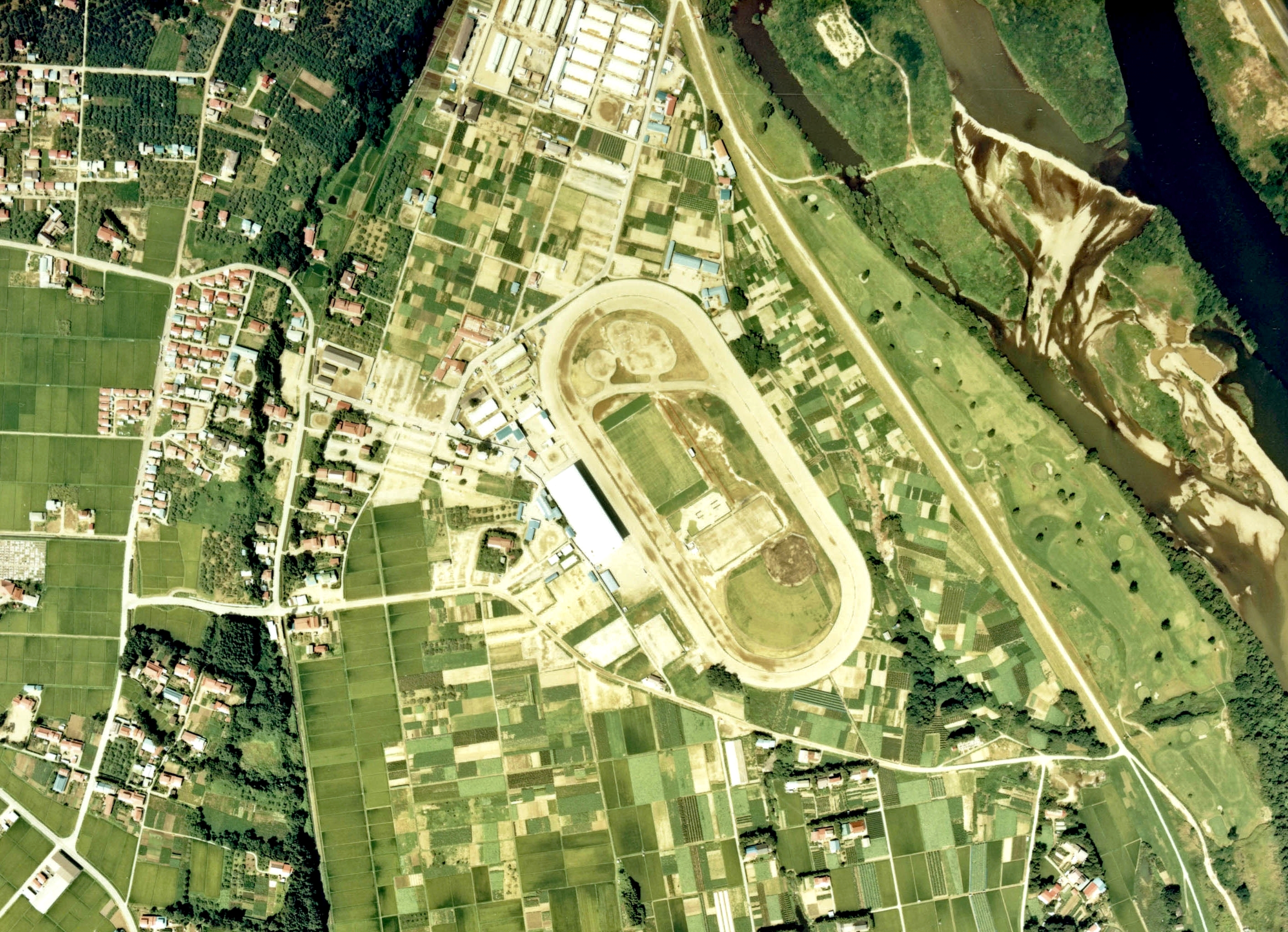
水澤競馬場鳥瞰圖，攝於1976年

## 跑道
泥地跑道全長1200米，闊度20米，直路220米。

### 賽事距離
泥地跑道：850米、1300米、1400米、1600米、1800米、1900米、2000米、2500米

### 賽道記錄
| 距離   | 時間   | 馬匹           | 性齡 | 負重 | 騎師       | 練馬師     | 紀錄創造日 | 賽事級別 | 賽事名稱            |
| ------ | ------ | -------------- | ---- | ---- | ---------- | ---------- | ---------- | -------- | ------------------- |
| 850ｍ  | 49.1   | Tonde Copa     | 雌3  | 54   | 村上忍     | 板垣吉則   | 5/12/2021  |          | 短途特別            |
| 1300ｍ | 1:20.1 | Online Boss    | 閹4  | 56   | 村上忍     | 村上實     | 12/9/2023  |          | 短途特別            |
| 1400ｍ | 1:24.3 | Pride Kim      | 雄6  | 56   | 川島正太郎 | 川島正行   | 18/8/2008  | JpnIII   | 星團盃              |
| 1600ｍ | 1:38.5 | Tensho Boss    | 雄4  | 57   | 小林俊彥   | 佐佐木修一 | 12/11/2007 |          | Odds Park盛大錦標   |
| 1800ｍ | 1:53.1 | Eishin Ippatsu | 雄5  | 56   | 板垣吉則   | 瀨戶幸一   | 7/12/2009  |          | 十文字拉麵錦標      |
| 1900ｍ | 1:58.8 | Shining Sayaka | 雌6  | 55   | 岩橋勇二   | 田中淳司   | 2/9/2013   |          | Beautiful Dolly錦標 |
| 2000ｍ | 2:04.7 | Hudson Hornet  | 雄5  | 57   | 山本政聰   | 齊藤雄一   | 16/6/2019  |          | 陸奧大賞典          |
| 2500ｍ | 2:41.8 | Namura Titan   | 雄8  | 57   | 坂口裕一   | 村上昌幸   | 7/12/2014  |          | 北上川大賞典        |

## 交通
在賽事舉行期間，會有免費接駁巴士來往競馬場和東日本旅客鐵道水澤站。

## 主要賽事

### 岩手一級賽
東北優駿（東北優駿），泥地2000米，3歲岩手所屬馬。
日高賞（日高賞），泥地1600米，3歲地方所屬雌馬
陸奧大賞典（みちのく大賞典），泥地2000米，3歲或以上岩手所屬馬。
桐花賞（桐花賞），泥地2000米，3歲或以上岩手所屬馬。

### 岩手二級賽
金盃（金杯），泥地1600米，2歲岩手所屬馬。
春季盃（スプリングカップ），泥地1600米，3歲岩手所屬馬。
溪蓀賞（あやめ賞），泥地1400米，3歲岩手所屬雌馬。
早池峰超級短途錦標（早池峰スーパースプリント），泥地850米，3歲或以上岩手所屬馬。
青藍賞（青藍賞），泥地1600米，3歲或以上岩手所屬馬。

### 岩手三級賽
寒菊賞（寒菊賞），泥地1600米，2歲岩手所屬馬。
新秀盃（ビギナーズカップ），泥地1400米，2歲岩手所屬馬。
理想鄉一哩錦標（イーハトーブマイル），泥地1600米，3歲岩手所屬馬。
赤松盃（赤松杯），泥地1600米，4歲或以上岩手所屬馬。
栗駒賞（栗駒賞），泥地1400米，3歲或以上岩手所屬馬。
Tokei Nisei紀念（トウケイニセイ記念），泥地1600米，3歲或以上岩手所屬馬。
白嶺賞（白嶺賞），泥地1400米，4歲或以上岩手所屬馬。

#### 由各競馬場輪流舉辦之賽事
北日本未來之星錦標（ネクストスター北日本），3歲岩手、北海道所屬馬，計劃2025年舉辦。

## 外部連結
- 维基共享资源上的相關多媒體資源：水澤競馬場
- 岩手縣競馬組合 （页面存档备份，存于）

39°7′47.8″N 141°10′13.2″E / 39.129944°N 141.170333°E